# فرودگاه سالخارد
فرودگاه سالخارد (به روسی: Аэропорт Салехард) فرودگاهی عمومی واقع در سالخارد در یامالو-ننتس در کشور روسیه است که توسط JSC "Airport Salekhard" اداره می‌شود.

## شرکت‌های هواپیمایی و مقصدهای پروازی
| شرکت‌های هواپیمایی | مقصدهای پروازی                                                                                         |
| ----------------- | --- |
| آئروفلوت          | شرمتیوو (آغاز از ۱ ژوئن ۲۰۱۷)                                                                          |
| اس۷ ایرلاینز      | دوموده‌دوو، رسچینو                                                                                      |
| UVT Aero          | قازان, بولشویه ساوینو، پالکوو                                                                          |
| یامال ایرلاینز    | دوموده‌دوو، نادیم، نووی اورنگوی، نویابرسک، تسنترالنی، Tarko-Sale، رسچینو، اوفا، کولتسوو فصلی: سیمفروپول |